# Rio Urussanga
Le rio Urussanga (ou rio Uruçanga) est un fleuve brésilien de sud de l'État de Santa Catarina.
Il nait sur le territoire de la municipalité homonyme d'Urussanga et se dirige alors globalement vers le sud pour se jeter dans l'océan Atlantique.
Son cours marque la frontière entre les municipalités d'Urussanga, Morro da Fumaça et Içara d'un côté, et de Pedras Grandes, Treze de Maio, Sangão et Jaguaruna de l'autre.